# Petasina
Petasina is een geslacht van weekdieren uit de klasse van de Gastropoda (slakken).

## Soorten
- Petasina unidentata (Draparnaud, 1805)

Niet geaccepteerde soorten:
- Petasina edentula (Draparnaud, 1805) → Edentiella edentula (Draparnaud, 1805)
- Petasina leucozona (C. Pfeiffer, 1828) → Edentiella leucozona (C. Pfeiffer, 1828)
- Petasina monodon (A. Férussac, 1807) → Petasina unidentata (Draparnaud, 1805)